# Amastus drucei
Amastus drucei är en fjärilsart som beskrevs av Rothschild 1909. Amastus drucei ingår i släktet Amastus och familjen björnspinnare. Inga underarter finns listade i Catalogue of Life.